# ما ينبغي أن يقال (قصيدة)
ما ينبغي أن يقال قصيدة تثرية بقلم غونتر غراس.نشر الأديب الألماني غونتر غراس قصيدة بعنوان «ما ينبغي أن يقال» في مجلة «زويد دويتشه تسايتونج» في الرابع من أبريل عام 2012. أثارت القصيدة موجة عارمة من الاهتمام لعدة أسباب منها موطن الأديب الكبير، ومكانة الأديب الكونية، وأخيراً موضوع القصيدة. فيها ينتقد غراس التلويح بالحرب أمام إيران لمجرد وجود أوهام عن امتلاكها برنامجاً نووياً, في حين يغض الطرف عن إسرائيل وهي من تمتلك مئات الرؤوس النووية، وتستمر بلد الأديب ألمانيا في تزويدها بغواصات لا تعمل فقط بالوقود النووي بل تحمل رؤوسا نووية متعددة الأحجام.

## نبذة
القصيدة التي كتبها غونتر غراس هي نص شعري نثري يتألف من تسع مقاطع، يتناول موضوع الصمت حول القضايا السياسية الحساسة المتعلقة بالتهديد النووي في الشرق الأوسط، وبالأخص العلاقة بين إسرائيل وإيران. يبدأ النص بسؤال عن سبب الصمت تجاه ما يعتبره الشاعر تهديدًا واضحًا، خاصة فيما يتعلق بإمكانية وجود أسلحة نووية لدى إسرائيل، التي يحتمل أن تملك قدرات نووية سرية، مقابل الشكوك حول البرنامج النووي الإيراني.يعبّر غراس عن رفضه للصمت السياسي والمجتمعي حول هذا الموضوع، معتبراً أن هناك "كذبة ثقيلة" تحكم التغطية الإعلامية والسياسية، حيث يتم وصف أي نقد لإسرائيل بسرعة بالعنصرية أو معاداة السامية. يربط الكاتب موقفه بهذا الصمت بحقيقة أن بلاده، ألمانيا، تزود إسرائيل بأسلحة، منها غواصات قادرة على حمل رؤوس نووية، ما يجعله يشعر بالمسؤولية الأخلاقية لفضح هذه الحقيقة.القصيدة تدعو إلى وقف الصمت، وتطالب بمراقبة دولية شفافة ومستقلة لكل من القدرات النووية الإسرائيلية والإيرانية، لكي يتم تفادي النزاع والحفاظ على السلام في المنطقة. كما ينتقد الكاتب ما يسميه "نفاق الغرب" الذي يغض الطرف عن هذه التهديدات أو يبررها لصالح إسرائيل.نُشرت القصيدة في ألمانيا وأثارت جدلاً واسعاً، حيث تعرض غراس لانتقادات حادة، خاصة من السياسيين الإسرائيليين والألمان، الذين رأوا في النص إساءة لإسرائيل وتبريراً لنفي حقها في الدفاع عن نفسها، بل واتهموه بالمعاداة للسامية. في المقابل، حظي بدعم من بعض النقاد والأوساط اليسارية التي رأت في قصيدته دعوة هامة لمناقشة موضوع يكتنفه الكثير من التوتر والصمت.

## ردود سياسية
أثارت نشر القصيدة ردود فعل سلبية إلى حد كبير في ألمانيا وإسرائيل. فقد قال رئيس الوزراء الإسرائيلي بنيامين نتنياهو إنه لم يُفاجأ بأن جندياً سابقاً في فرق الأس Waffen-SS مثل غونتر غراس يعتقد أن الدولة اليهودية الوحيدة ليس لها حق الدفاع عن نفسها.ويرى المؤرخ الإسرائيلي توم سيغيف أن غراس كان مخطئاً عندما قال إنه يكسر الصمت، إذ توجد نقاشات حادة في إسرائيل حول اتخاذ إجراء عسكري ضد إيران.في 8 أبريل 2012، أعلن وزير الداخلية الإسرائيلي إيلي يشاي أن غونتر غراس شخصية غير مرغوب فيها في إسرائيل.في مقابلة مع صحيفة فرانكفورتر ألغيماينه تسايتونغ، وصف الناقد الأدبي الألماني مارسيل رايش-رانيتسكي قصيدة غراس بأنها "قصيدة مقززة" نُشرت فقط لإثارة جدل، معتبراً أن غراس ليس معادياً للسامية، ولكن ماضيه كجندي في الـ SS سيلاحقه مع تقدمه في العمر.أما المؤرخ الإسرائيلي إيلي بارنافي فقد انتقد اختيار غراس كتابة القصيدة بنثر شعري، ما يعفيه من تقديم أدلة على ما يقول. واعتبر أن غراس، كخصم معلن، يبحث عن مبرر لتخفيف الضمير الألماني من عبء المحرقة.

## ردودغونتر غراس
في أول رد له بتاريخ 5 أبريل 2012 عبر إذاعة NDR، قال غونتر غراس إن «الكليشيهات القديمة تُستغل بشكل مؤلم»، واعتبر أن استخدام كلمة «معاداة السامية» ضد قصيدته كان متوقعًا ومسيئًا. وانتقد ما وصفه بـ«توحيد الرأي» في دولة ديمقراطية، حيث تُرفض مناقشة محتوى قصيدته وأسئلتها. وذكر أن وصفه بأنه «السامّي الأبدي» في إحدى الصحف يشبه «اليهودي الأبدي» وهو أمر يراه مسيئًا وغير لائق بالديمقراطية. وردّ على اتهام معاداة السامية بنصحه النقاد بالاطلاع على كتبه التي ينتقد فيها المعاداة للسامية في ألمانيا.وفي مقابلة مع توم بوهرُو في برنامج «تاجيشتمن»، اعتبر أن الضربة الوقائية تعني إنهاء الدبلوماسية التي حافظت على السلام في أوروبا لنحو ستة عقود. واعتبر أي هجوم إسرائيلي على منشأة نووية إيرانية كارثة نووية وإضافة خطر في منطقة هشة. ردّ على تعليقات اليمين بأنه لا يخشى تصفيق «الجانب الخطأ» وأنه تلقى العديد من رسائل الدعم. أشار إلى أن «الصمت» تجاه نقد إسرائيل هو الأسوأ، وأن قصيدته تحذر من نفاق الغرب ودعم دكتاتوريات مثل إيران فقط لأنها ضد الشيوعية.وفي برنامج «كولتورتسايت» على 3سات أكد أنه لن يتراجع عن قصيدته لكنه أقر بأنه خطأ عدم ذكر «الحكومة الإسرائيلية الحالية» تحديدًا. وانتقد تسليم ألمانيا غواصة سادسة لإسرائيل بوصفها «شكل خاطئ من التعويض».وفي مقابلة مع صحيفة «زود دويتشه تسايتونغ» قال إنه معتاد على النقد الشديد لأعماله، لكنه أبدى استياءه من اتهاماته بـ«معاداة السامية» واعتبر الحكومة الإسرائيلية الحالية هي من تثير النزاع مع إيران عبر الشكوك بشأن القنبلة النووية. طالب بنقاش موضوعي وأدان «صحافة الحشود» ضده. ورد على انتقادات ماضيه في الـ SS بقول إن الشباب الذين يحكمون عليه نشأوا في سلام ولم يستخدموا حقوقهم الديمقراطية كما ينبغي.ورد غراس على قرار إسرائيل منعه من دخول البلاد بنص نشره في «زود دويتشه تسايتونغ» بعنوان «في الماضي واليوم – ردي على القرارات الأخيرة»، حيث قارن بين الحظر الإسرائيلي والحظر الذي فرضته دول دكتاتورية سابقة عليه، وذكر أن أسلوب وزير الداخلية الإسرائيلي يذكره بمدير أمن الدولة في ألمانيا الشرقية السابق.

## مراحع
1. 1 2  Günter Grass, Stellungnahme im NDR, 2012.
2. ↑  Günter Grass, Gedicht zum Nahost-Konflikt, Süddeutsche Zeitung, 2012.
3. ↑  Benjamin Netanjahu, تصريح حول قصيدة غراس، 2012.
4. ↑  Steffen Seibert, تصريح الحكومة الألمانية حول قصيدة غراس، 2012.
5. ↑  Benjamin Netanyahou, تصريحات حول قصيدة غونتر غراس، 2012.
6. ↑  Tom Segev, نقد وتحليل حول قصيدة غراس، 2012.
7. ↑  Eli Yishaï, إعلان persona non grata لغونتر غراس، 2012.
8. ↑  Marcel Reich-Ranicki, مقابلة مع FAZ، 2012.
9. ↑  Élie Barnavi, نقد حول أسلوب غراس، 2012.
10. ↑  Günter Grass, Interview mit Tom Buhrow, 2012.
11. ↑  Günter Grass, Kulturzeit, 2012.
12. ↑  Günter Grass, Interview SZ, 2012.
13. ↑  Günter Grass, Replik in SZ, 2012.

## روابط خارجية
- English translation by Breon Mitchell in الغارديان
- Independent English translation
- German original text published in زود دويتشي تسايتونج